# Peter Forsskål
Peter Forsskål (Helsinki, 11 januari 1732 – Jerim, 11 juli 1763) was een Zweeds ontdekkingsreiziger, oriëntalist en natuurvorser. Zijn naam wordt ook wel gespeld als Pehr Forsskål, Peter Forskaol, Petrus Forskål en Pehr Forsskåhl.

## Biografie
Forsskål werd geboren in Helsinki, Finland, dat destijds nog deel uitmaakte van Zweden. Zijn vader, Johannes Forsskål, was destijds een geestelijke. Forsskål en zijn familie verhuisden in 1741 naar Uppsala. Zoals destijds gebruikelijk was, ging Forsskål al op jonge leeftijd naar de Universiteit van Uppsala. In 1751 studeerde hij hier af in theologie. 
Aan de universiteit was Forsskål een van de studenten van Linnaeus. Tevens studeerde hij samen met de oriëntalist Carl Aurivillius, wiens connecties met de Göttingense oriëntalist Johann David Michaelis mogelijk hebben bijgedragen aan Forsskåls beslissing om in 1753 verder te gaan studeren aan de Georg-August-Universität Göttingen. Hier studeerde hij Oosterse talen en filosofie. In 1756 verkreeg hij een doctoraat. 
In 1756 keerde hij terug naar Uppsala. Hier wilde hij economie gaan studeren, maar dat bleek niet mogelijk vanwege zijn proefschrift De libertate civili, waarin hij pleitte voor totale persvrijheid. Dit viel niet in goede aarde bij de overheid.
In 1760 vergezelde Forsskål de oriëntalist en wiskundige Carsten Niebuhr op een expeditie naar Arabië. De reis voerde door Egypte, alwaar de groep een jaar verbleef en Forsskål enkele Arabische dialecten bestudeerde. Eind december 1762 arriveerde de groep in Zuid-Arabië (het huidige Jemen of Arabia Felix). Hier hield Forsskål zich bezig met het verzamelen van dieren voor de zoölogische collecties van musea. Hij werd echter getroffen door malaria, en stierf in juli 1763 op 31-jarige leeftijd.

## Nasleep
Linnaeus rouwde om de dood van zijn student, en vernoemde een van de planten die Forsskål hem had toegestuurd naar hem: Forsskaolea tenacissima.
Forsskåls collega Niebuhr, die als enige de expeditie naar Arabië overleefde, kreeg de taak om Forsskåls manuscripten te bewerken en te publiceren. Hij deed dit in 1775 onder de titel Descriptiones Animalium - Avium, amphibiorum, insectorum, vermium quæ in itinere orientali observavit Petrus Forskål. Datzelfde jaar publiceerde hij ook Forsskåls lijst van planten in Jemen en Egypte onder de titel Flora Ægyptiaco-Arabica sive descriptiones plantarum quas per Ægyptum Inferiorem et Arabiam felicem detexit, illustravit Petrus Forskål. Veel van de planten die Forsskål had verzameld gingen verloren tijdens het transport naar Kopenhagen. Zijn herbarium werd 150 jaar later hersteld door botanicus Carl Christensen.